# Фиахра Лонн
Фиахра Лонн (др.‑ирл. Fíachra Lonn; вторая половина V века) — король Дал Арайде (упоминается в 482 году).

## Биография
Фиахра был одним из двенадцати сыновей короля Ульстера Коэлбада мак Круйнда, гибель которого авторы «Анналов четырёх мастеров», а вслед за ними и Джеффри Китинг датировали серединой IV века. Однако современные историки считают эту датировку кончины отца Фиахры ошибочной и относят его смерть к 429 году, времени завоевания северных земель Ирландии сыновьями Ниалла Девять Заложников. После гибели Коэлбада его старший сын Саран унаследовал населённые круитни отцовские родовые земли. Здесь было образовано новое ульстерское суб-королевство Дал Арайде, первым правителем которого и стал Саран.
Согласно сведениям «Трёхчастного жития святого Патрика», Саран мак Коэлбад был ярым язычником, выступавшим против миссионерской деятельности «апостола Ирландии». Между тем все младшие братья Сарана, включая Фиахру, выказывали Патрику великое уважение. Несмотря на это, по приказу короля Патрик был изгнан из Ульстера, за что святой проклял Сарана, провозгласив, что его преследователь никогда не попадёт в рай и никто из его потомков не удостоится чести унаследовать отцовские владения.
Как и предсказал святой Патрик, после смерти Сарана, датируемой 455 годом, престол Дал Арайде перешёл к старшему брату Фиахры Кондле, а затем и к нему самому. Дата этого события неизвестна, но занятие Фиахрой Лонном престола должно было произойти не позднее 482 года. Этим годом датировано единственное упоминание имени Фиахры в анналах. В них сообщается, что коалиция ирландских правителей в составе Лугайда мак Лоэгайри, Муйрхертаха мак Эрки, Фергуса Криворотого, Фиахры Лонна и короля Лейнстера Кримтанна мак Эндая разгромила в сражении при Оха (около Келса) войско верховного короля Ирландии Айлиля Молта. В этой битве верховный король погиб и новым владельцем престола Тары стал Лугайд. Фиахра же за доблесть, проявленную в сражении, получил от победителей право расширить свои владения.
Дата смерти Фиахры Лонна неизвестна. Новым королём Дал Арайде стал его племянник Эохайд мак Кондлай.